# Artatama II.
Artatama II. war ein König von Mittani Mitte des 14. Jahrhunderts v. Chr.
Artatama machte Mitte des 14. Jahrhunderts v. Chr. dem Herrscher von Mittani, Tušratta, die Herrschaft streitig, wobei er von Aššur-uballit I., dem König von Assyrien, und Šuppiluliuma I., dem Großkönig der Hethiter, gestützt wurde. Dieser erhielt auch keine Hilfe vom verbündeten Ägypten, sodass Šuppiluliuma einen letztlich erfolglosen Feldzug gegen Mittani unternahm, um Tušratta zu stürzen. Einige Jahre darauf glückte dies Artatama und Tušratta kam zu Tode. Der nunmehr große Einfluss der Assyrer in Mittani scheint der Grund für den Seitenwechsel der Hethiter gewesen zu sein, die dem legitimen Thronerben Mittanis, Šattiwazza, Asyl gewährten und dessen Ansprüche in Feldzügen gegen Artatama durchzusetzen versuchten. Artatama hatte einen Sohn namens Šuttarna.